# Sötét jegy
A Sötét Jegy Voldemort nagyúr jelképe J. K. Rowling Harry Potter sorozatában. A jel egy emberi koponyát ábrázol, melynek állkapcsaiból kígyó bújik ki nyelvként. Megidézésére a Morsmordre varázsigét használják.
A Jegy összeköti Voldemortot és követőit, a halálfalókat. A halálfalók  bal alkarjukon hordják a Jegyet, tetováláshoz hasonlóan. Ha ők vagy a Sötét Nagyúr megérinti, a többi Halálfaló azt megérzi és tudja, hogy valaki hívja őket. Ez egyfajta riadó, amit Voldemort is érzékel. Voldemort maga nem viseli a Jegyet.
A Jegy először az Első Voldemort Háborúban tűnik föl, a levegőbe eresztett zöld szikrák formálta óriási képként, melyet akkor bocsátottak föl, ha Voldemort vagy követői embert öltek. A brit varázslótársadalom számára éppen ezért puszta látványa is óriási elrettentő erővel bír, így hasonlatos a mugli horogkereszthez.
A Jegy a könyvsorozatban először a Harry Potter és a Tűz Serlege kötetben jelenik meg, melyet ifjabb Bartemius Kupor bocsát föl a Kviddics Világkupán, ezzel előrejelezve Voldemort visszatértét. Később, ahogyan a második háború végigsöpör Nagy-Britannián, a Jegy ismét a gyilkosságokat kísérő védjeggyé válik.